# Pégairolles-de-l'Escalette
Pégairolles-de-l'Escalette é uma comuna francesa na região administrativa de Occitânia, no departamento de Hérault. Estende-se por uma área de 32,13 km². Em 2010 a comuna tinha 161 habitantes (densidade: 5 hab./km²).